# Rymosia laminosa
Rymosia laminosa är en tvåvingeart som beskrevs av Ostroverkhova 1979. Rymosia laminosa ingår i släktet Rymosia och familjen svampmyggor. Inga underarter finns listade i Catalogue of Life.